# Campagnolo
Campagnolo — итальянская компания, специализированная на производстве навесного оборудования для шоссейных велосипедов. Штаб-квартира находится в городе Виченца (Италия).

## История
Компания была основана гонщиком Тулио Компаньоло в 1933 году, который на основе собственного опыта придумывал идеи по усовершенствованию велосипеда. Многие из них позже превратились в революционные продукты, такие как: механизм быстрого снятия колеса, задний и передний переключатели скоростей и многие другие. Всего было запатентовано около 135-ти изобретений.
В конце 1950-х годов компания Campagnolo начала производство автомобильных колёс из сверхлёгких магниевых сплавов для известных марок Alfa Romeo и Maserati, а также выполняли заказы для НАСА. При разработках компонентов велосипеда компания сделала упор на миниатюризацию, лёгкий ремонт и быструю замену запасных частей велосипеда, при большем периоде эксплуатации по сравнению с конкурентами.
В 90-е годы фирма выпускала компоненты для MTB велосипедов. Однако в те годы главный конкурент Shimano развивался очень быстро и динамично, и вследствие этого Campagnolo решила сосредоточиться только на шоссейном оборудовании.

## Деятельность
Компания производит полный спектр навесного оборудования (переключатели скоростей, кассеты, системы шатунов, цепи, манетки, тормоза, педали и различные запчасти), а также алюминиевые и карбоновые колёса.

## Классификация
Велосипедное оборудование, выпускаемое компанией Campagnolo, сгруппировано в ряд групп в зависимости от своих потребительских качеств и цены. (от самого дорогого к самому доступному)
- Super Record EPS — 11 звёзд на задней кассете (элитное навесное оборудование, электронная система переключения, передовые технологии)
- Record EPS — 11 звёзд на задней кассете (элитное навесное оборудование, электронная система переключения)
- Athena EPS — 11 звёзд на задней кассете (полупрофессиональное оборудование, электронная система переключения, основной материал алюминий), конец выпуска 2017 г.
- Super Record — 11 звёзд на задней кассете (элитное навесное оборудование, механическая система переключения, передовые технологии)
- Record — 11 звёзд на задней кассете (элитное навесное оборудование, механическая система переключения)
- Chorus — 11 звёзд на задней кассете (элитное навесное оборудование, механическая система переключения)
- Athena — 11 звёзд на задней кассете (полупрофессиональное оборудование, выполненное из алюминия, механическая система переключения), конец выпуска 2017 г.
- Chorus — 10 звёзд на задней кассете (компоненты группы весят больше по сравнению с record и super record за счёт меньшего использования карбон и титана)
- Centaur — 10 звёзд на задней кассете (полупрофессиональное оборудование, карбон почти не встречается)
- Veloce — 10 звёзд на задней кассете (любительское оборудование, основной материал алюминий), конец выпуска 2017 г.
- Mirage — 10 звёзд на задней кассете (любительское оборудование, основной материал алюминий, тяжелей чем Veloce)
- Mirage — 9 звёзд на задней кассете (любительское оборудование, в производство добавляется пластик)
- Xenon — 9 звёзд на задней кассете (начальный уровень)

## Временная шкала (части велосипедов)
1901  Туллио Кампаньоло родился 26 августа в восточном пригороде Виченцы, Италия.
 1922 Туллио Кампаньоло начинает свою гоночную карьеру.
 1930 Campagnolo патентует быстросъёмные эксцентрики.
 1933 После изготовления деталей в закусочной хозяйственного магазина его отца Туллио запустил SPA Campagnolo с выпуском быстросъёмного экцсентрика.
 1940 Туллио нанимает своего первого сотрудника, работающего полный рабочий день. В августе, появляется в продаже система перекидывания цепи с одной звезды на другую, для изменения передаточного числа. На тот момент всё производство было ручным, что требовало больших затрат времени и средств.
1947 Компания начинает экспорт запчастей.
 1949 Campagnolo представляет параллелограммный задний переключатель, Gran Sport.
1951 Для возвращения переключателя в исходное положения начали использовать пружину. В этом же году, новый переключатель получает название Paris Roubaix, а численность фирмы насчитывает уже 123 сотрудника. Gran Sport получает широкое распространение в среде профессионалов. Переключатели Gran Sport приносят простое и надёжное переключение в массы, а т.к. управление переключателем происходило с помощью тросиков, то вместе с ними появляются и первые в мире манетки.

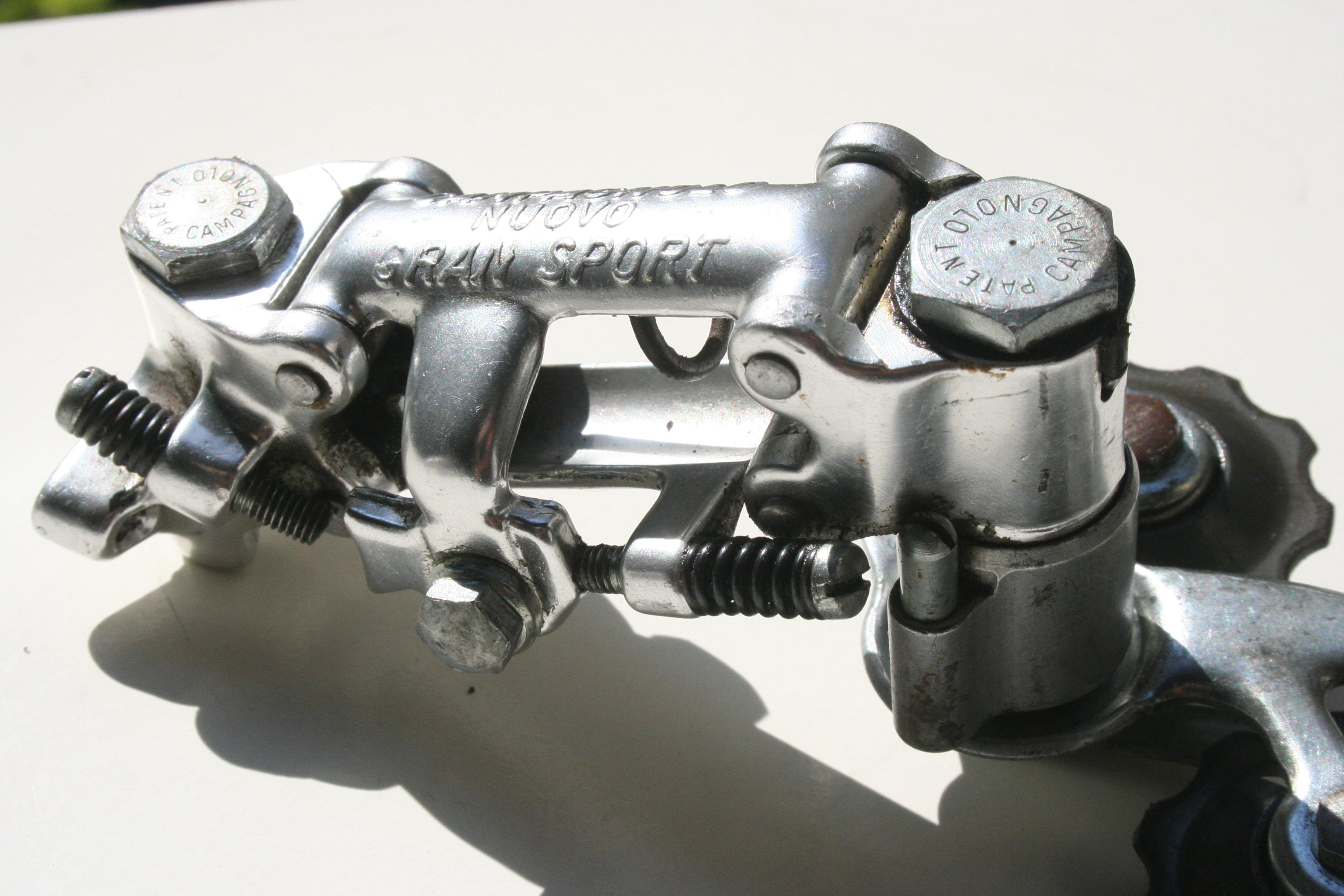
Gran Sport задний переключатель

 1953 В августе появилась модифицированная версия переключателя Gran Sport, а также появились первые легкосплавные втулки с конусами из легированной стали. В декабре был представлен первый в мире передний переключатель Sport. К концу года, каталог продукции включал в себя задние переключатели Corsa, Paris-Roubaix, Gran Sport, передний переключатель Sport, тормозные ручки, тормоза, манетки, выносы, эксцентрики, втулки, конуса, флягодержатели, головки насосов под ниппель presta, ключи и т.д.
 1956 Появляются педали Gran Sport с туклипсами, стальными шипами и ремешками. В этом же году выходит подседельный штырь новой конструкции, а также новая группа Gran Sport, которая уменьшается в размерах и массе. Так же появляется новый передний переключатель Record параллелограммной системы.
1958 каталог содержит группу Record, включающую тормоза-лягушки Record и тормозные ручки Gran Sport, стандартную и широкую втулки Record, подседельный штырь, передний переключатель и педали. Так же в каталоге была группа Grand Sport, включающая передний и задний переключатели Record.
1961 Начинается выпуск систем шатунов Strada triple и Cyclocross. Выходит версия модернизированной группы Gran Sport, которая теперь может работать с новым шестерником.
 1963 Представлен новый задний переключатель Record (хромированная бронза), с полностью пересмотренной конструкцией блока роликов и изменением точки его крепления. Переключатель предназначен для 6-ти ступенчатой передачи.
 1966 Вводится задний переключатель Nuovo Record. Эдди Меркс использует его для своих первых четырёх побед на Тур де Франс.
1967 Выходит легкосплавная группа Nuovo Record, а также тормозные ручки и втулки стандартного широкого диаметра, педали, подседельный штырь и вынос Record. Премьера тормозов Record.
1969 Обновление группы Record, трековые педали Gran Sport, система Record на три звезды и каретка к ней.
1971 Суперлёгкие педали и подседельный штырь Record. Так же выходит и система чистки цепи и звёздочек.
 1973 На смену группе Record приходят две новых группы: Super-Record Road и Super-Record Track. В группах широко применяется титан. Появляется новая цепь Super-Record с повышенным рабочим ресурсом и низким весом, а также перфорированные тормозные рычажки.
1975 Туллио Компаньола становится членом мировой ассоциации производителей магниевой продукции.
1978 Разработана новая модель заднего переключателя, который работает в другой плоскости, в конструкции использованы композитные материалы. В дополнение к нему создана новая система манеток, которые были встроены в тормозные ручки, так же была кнопка для быстрого переброса цепи на первую звёздочку. В этом же году Туллио Компаньола награждён Национальным Олимпийским Комитетом за огромный вклад в развитие спорта.

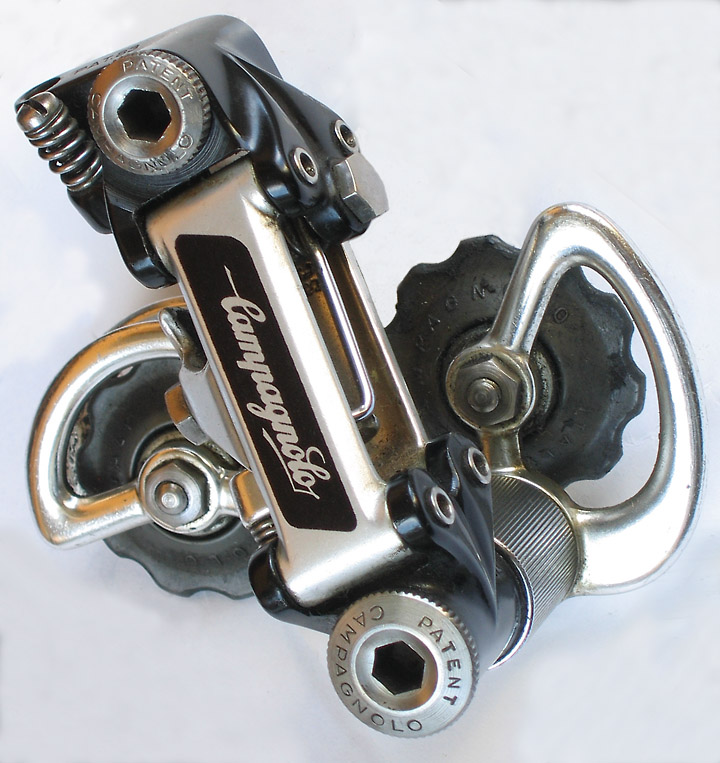
Campagnolo Super Record 1983 задний переключатель

 1979 Представлена модернизированная группа Super-Record, одноболтовый подседельный штырь, новый передний переключатель и первые в истории педали-полуавтоматы. Туллио получает высший титул для итальянский бизнесменов Cavaliere del Lavoro из рук президента Италии.
1981 Компания выпускает колёса, скомбинированные из титана, алюминия и стали, которые вместо спиц имеют три лапы и дают огромное преимущество в весе, прочности и удобстве.
 1983 Туллио Кампаньоло умирает 3 февраля возрасте 81 года. Юбилейный набор для празднования 50-летия велосипедных частей Campagnolo.
 1984 Новые титановые тормоза.
 1985  Campagnolo создаёт тормоза Delta с параллелограммной связкой для активации суппортов.

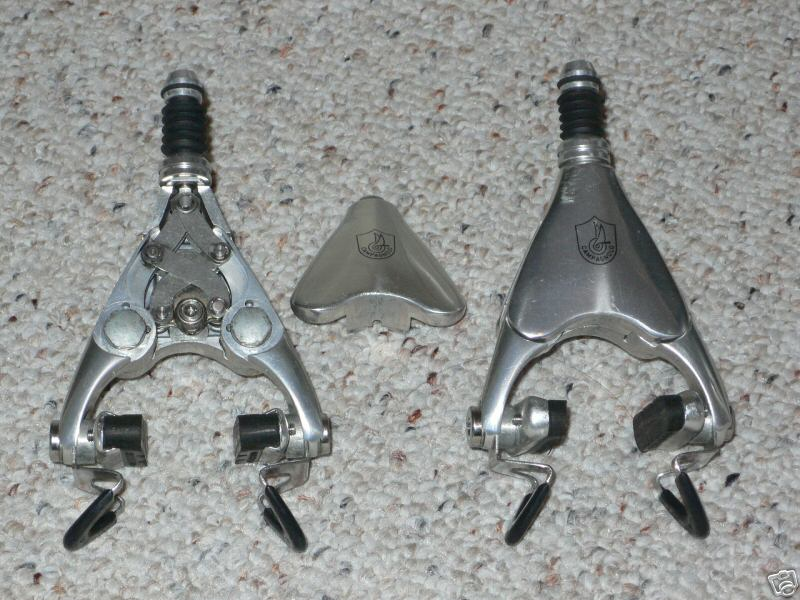
Тормозные суппорты Campagnolo Delta с 1980-х годов

 1986 Представлены переработанные группы Record Road и Track (также известные как C-Record), заменяющие Super Record как вершину диапазона. Представлена 7-ми скоростная передача.
 1987 Последний год Super Record до 2008 года.
 1989 Campagnolo представляет свой первый горный велосипед и набор групп mountain bike, которые тяжелее и менее развиты, чем у Shimano и SunTour.
 1991 Введены 8-ступенчатые переключающие элементы.
 1992 Вводятся рычаги ErgoPower, которые сочетают в себе рычаг тормоза и рычаг переключения передач, чтобы ответить на рычаги Shimano STI.
 1993 Тормоза Delta прекращены. Компания Campagnolo печатает книгу The Giant and the File, которая посвящена жизни Туллио Компаньолы, книга не поступает в публичную продажу, вместо этого, в малом количестве экземпляров расходится по частным коллекциям.
 1994 Кампаньоло покидает бизнес компонентов для горных велосипедов.
 1995 Введены названия групп компонентов.
 1997 Представлена 9-ти скоростная группа.
 1998 Эрго рычаги нового поколения.
 1999 Record Carbon Ergo levers, Daytona group, а для групп Record, Chorus и Daytona вводятся новые втулки (намного легче старых, оси из алюминиевого сплава).
 2000 Представлена 10-ти скоростная группа.
 2001 Рычаги переключения из углеродного волокна для Record группы.
 2002 Бывшая группа Daytona переименована в «Centaur».
 2004 Шатуны из углеродного волокна для групп Record и Chorus.
 2005 10-скоростные Centaur и Chorus и тормозные рычаги представлены для дорожных велосипедов.

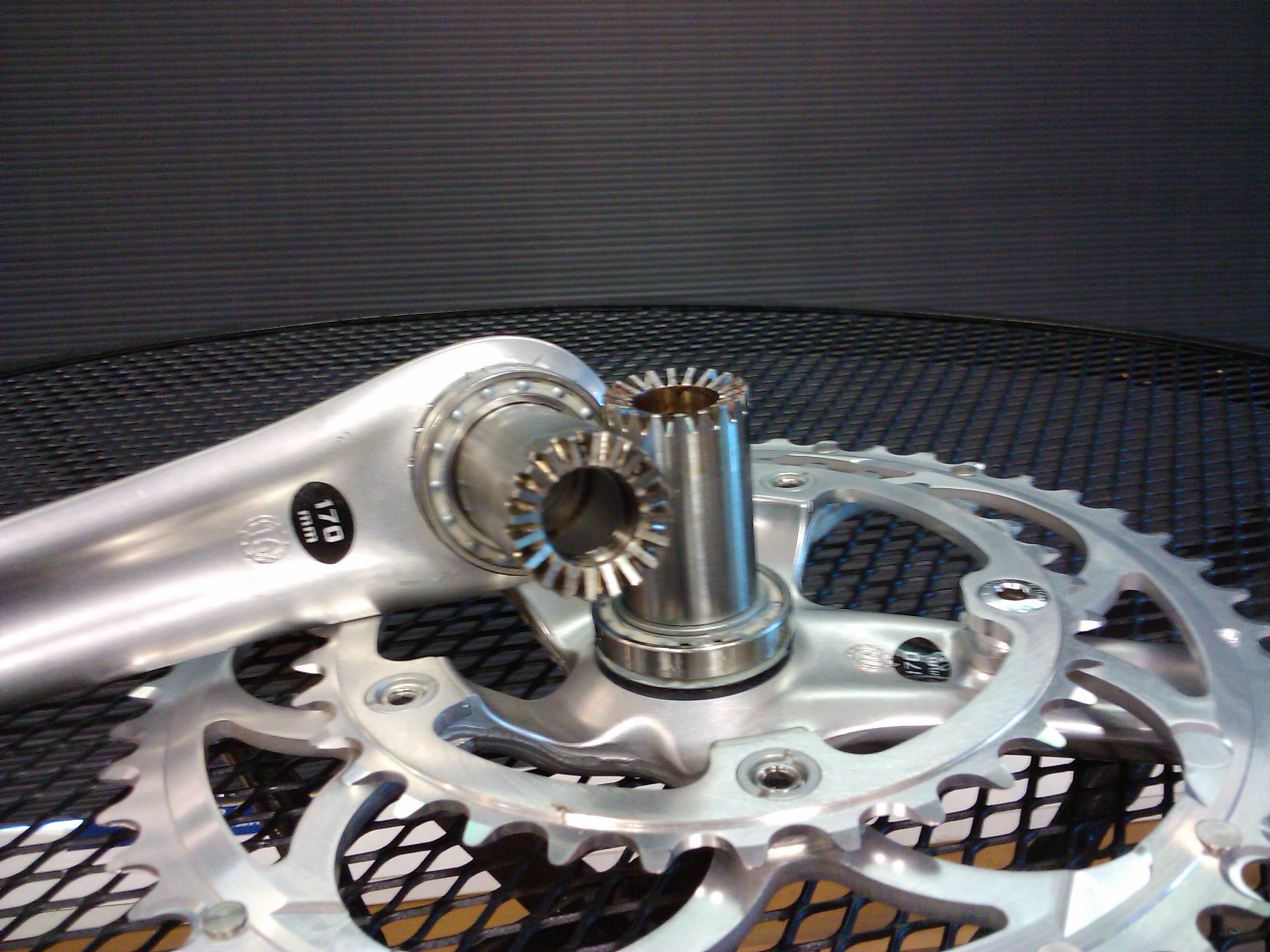

 2006 Выпуск полых шатунов и внешних подшипников.
 2007 Представлены 10-скоростные группы компонентов Mirage и Xenon, а также новые компоненты Ultra-Torque. Record втулки теперь чёрные, на 20 г легче и больше не имеют смазки.
 2008 Представлены 11-ти скоростные группы Record, Super-Record и Chorus.
 2009 Повторное внедрение 11-скоростной группы компонентов, Athena ниже Chorus в линейке продуктов.
 2011 Первая электрическая 11-ти скоростная группа Super-Record была использования командой Team Movistar в гонке Tour de France. Компания Fulcrum, принадлежащая Campagnolo начинает производить колёса совместимые с кассетами как Campagnolo, так и Shimano.
2013 Изготовлена группа 80-й годовщины.
 2014 Super Record RS групсет представила следующий материал от профессиональных гонщиков команды.

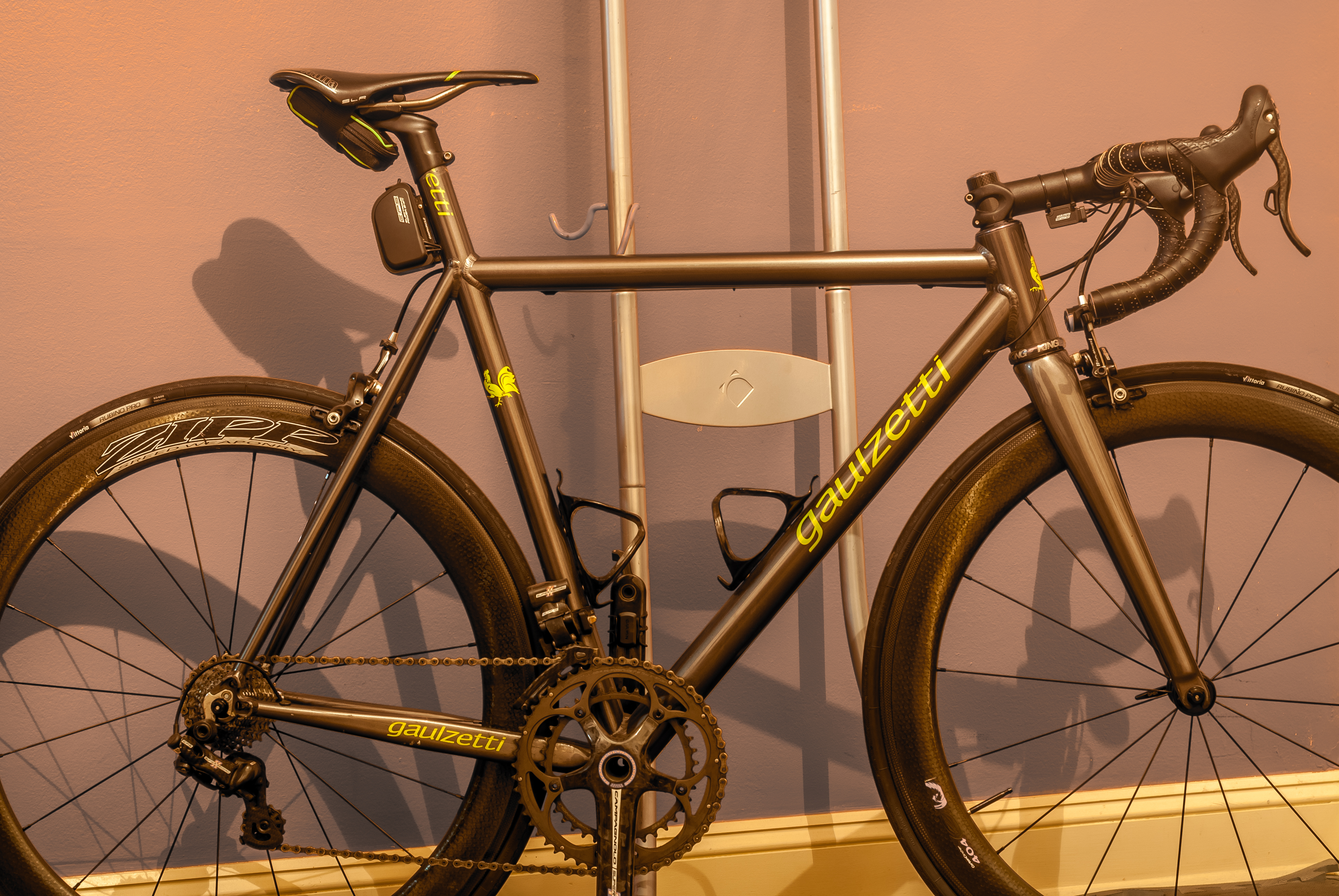
Дорожный велосипед, оснащённый первым поколением Campagnolo Super Record EPS

The Ergo Brain велокомпьютер, совместимый с переключателями Ergo, отображает каденс, передачу и обычные функции велокомпьютера.
 2015 Athena EPS прекращена, и был добавлен Chorus EPS.
Группы Chorus, Record и Super Record были переработаны с использованием 4-х лапковых кривошипных систем с 8-ю болтами.
Колёса Bora 50 и 35 становятся доступными в Clincher и имеют более широкий профиль обода.
2018 8 апреля представлены 12-ти скоростные группы Record и Super Record для дисковых и ободных тормозов.